# Тапакуло сріблистолобий
Тапакуло сріблистолобий (Scytalopus argentifrons) — вид горобцеподібних птахів родини галітових (Rhinocryptidae).

## Поширення
Вид поширений в гірських лісах Коста-Рики та західної Панами. Мешкає в підліску гірських дощових лісів і сусідніх вторинних порослях.

## Опис
Птах має завдовжки 11-12 см і важить близько 17 г. Вид має сірі смуги на коричневих боках, у самця характерний сріблястий лоб і сріблясто-сіра надбрівна смуга, решта опеерення переважно чорне, блідіше з нижньої сторони, а крила та хвіст коричнево-чорні, райдужка коричнева, дзьоб чорний, лапи темно-сіро-коричневі. Самиця коричневіша, без смуг над очима, обличчя, горло і груди темно-сірі з відтінком оливково-коричневого кольору.

## Підвиди
- S. a. argentifrons Ridgway, 1891 — південь Коста-Рики та крайній захід Панами
- S. a. chiriquensis Griscom, 1924 — Західна Панама